# هوردن
هوردن (به انگلیسی: Horden) یک روستا و محله مدنی در بریتانیا است که در County Durham واقع شده‌است. هوردن ۹٬۰۸۷ نفر جمعیت دارد.